# Pongamia pinnata
Espèce
Statut de conservation UICN

 LC  : Préoccupation mineure
Pongamia pinnata est une espèce de plantes à fleurs de la famille des Fabaceae. C'est un arbre originaire de la zone tropicale de l'Asie, de l'Australie, et des ïles du Pacifique,,. Il est la seule espèce du genre Pongamia. Il est souvent connu sous le nom de Millettia pinnata. Ses noms communs sont aussi Indian beech, Pongame oiltree,, Karanj, Karanja ou arbre de pongolote.
C'est un arbre à croissance rapide, fixateur d'azote, qui réside en zone tropicale ou subtropicale humide, mais qui est résistant à la sécheresse. Il pousse en plein soleil, sur des sols difficiles, même salés. Il produit de l'huile.

## Description
Pongamia pinnata atteint 15 à 25 m de hauteur avec une canopée qui s’étend sur une largeur égale. Il peut être à feuilles caduques pendant de courtes périodes. Il a un tronc droit ou tordu, de 50 à 80 cm de diamètre, dont l’écorce gris-brun est lisse ou fissurée verticalement. Son bois est de couleur blanche. Les branches sont glabres avec des cicatrices pâles provenant des stipules détachées. Les feuilles de l’arbre sont alternes et sont à pétioles courts, arrondies ou cunéiformes à la base, ovales ou oblongues sur toute leur longueur, obtus-acuminées à l’apex et non dentées sur les bords. Ils sont d’un bordeaux doux et brillant lorsqu’ils sont jeunes, et mûrissent en un vert brillant et profond au fur et à mesure que la saison avance, avec des veines proéminentes en dessous.
La floraison commence généralement après 3–4 ans avec de petites grappes de fleurs blanches, violettes et roses qui fleurissent tout au long de l’année. L’inflorescence en forme de grappe porte de deux à quatre fleurs fortement parfumées et atteint une longueur de 15 à 18 mm. Le calice des fleurs est en forme de cloche et tronqué, tandis que la corolle est de forme ovale arrondie avec des oreillettes basales et souvent avec une tache centrale de couleur verte,.
Les gousses brunes apparaissent immédiatement après la floraison et mûrissent en 10 à 11 mois. Les gousses sont à parois épaisses, lisses, quelque peu aplaties et elliptiques, mais légèrement incurvées avec une pointe courte et incurvée. Les gousses contiennent une ou deux graines brunâtres ressemblant à des haricots, mais comme elles ne s’ouvrent pas naturellement, les gousses doivent se décomposer avant que les graines puissent germer. Les graines mesurent environ 1,5 à 2,5 cm de long, sont cassantes et huileuses. Elles sont peu appétissantes sous leur forme naturelle pour les herbivores,,,
Pongamia pinnata est un arbre autogame produisant des gousses, avec un nombre diploïde de 22 chromosomes. Les nodules racinaires sont du type déterminé (comme ceux du soja et du haricot commun). Ils sont formés par la bactérie responsable Bradyrhizobium.

## Galerie

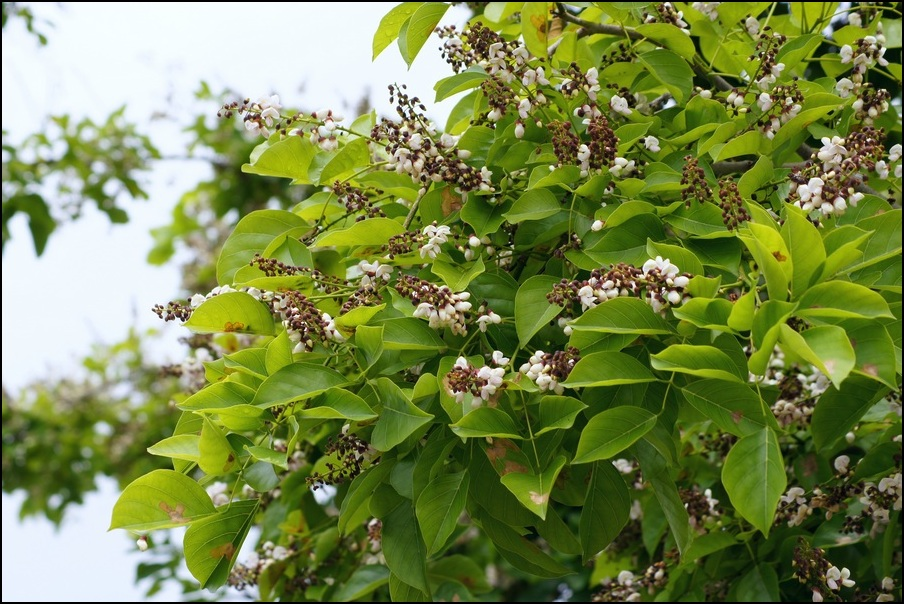
Feuilles.
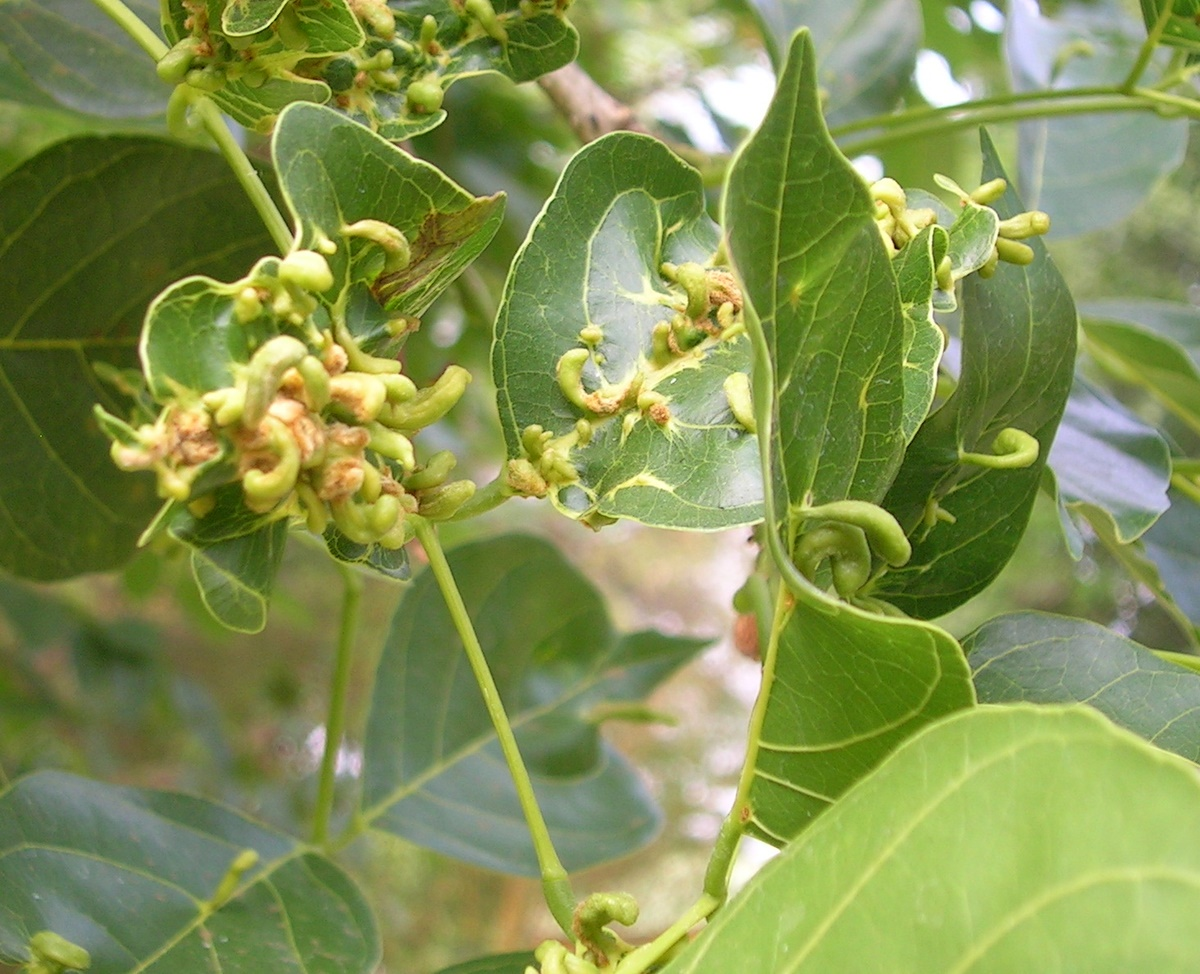
Feuilles avec des galles.
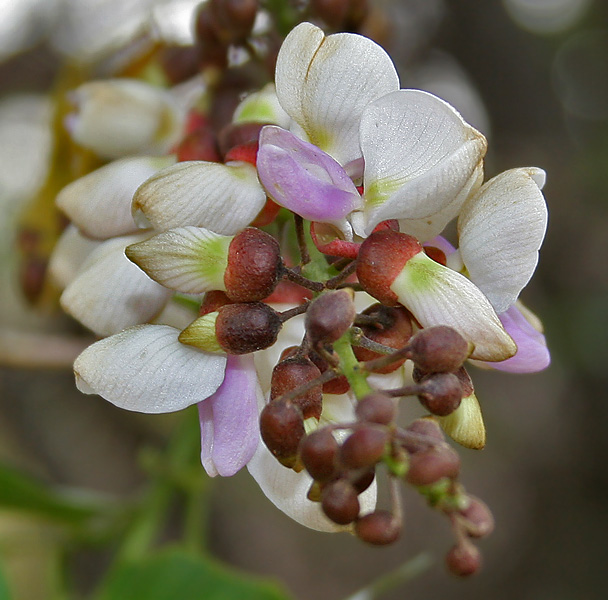
Fleur.
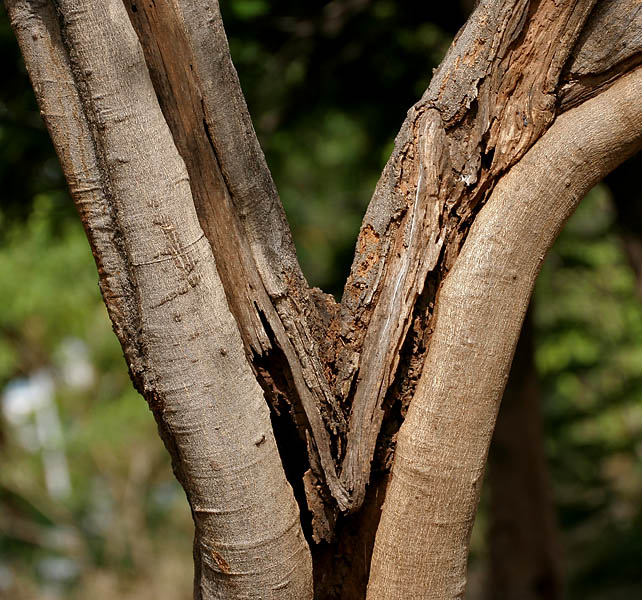
Écorce.
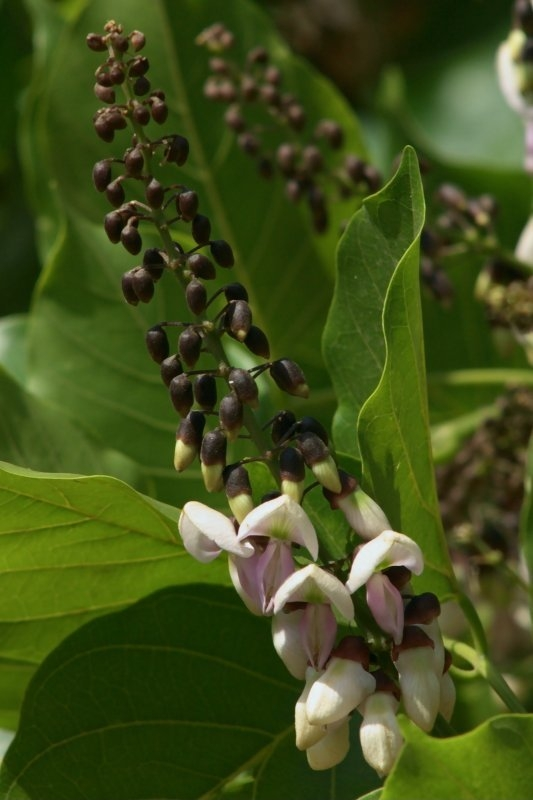
Inflorescence.
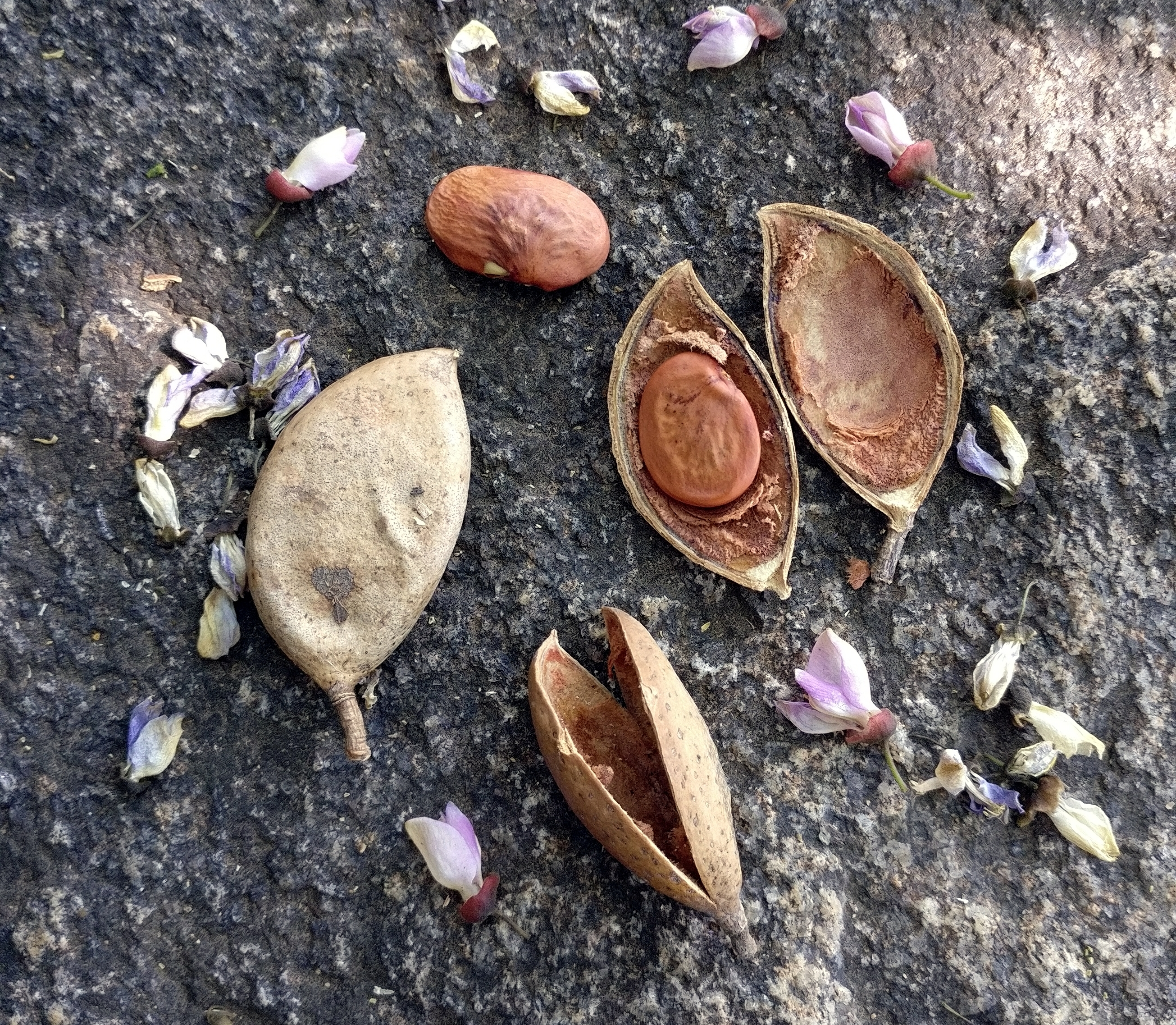
Fruits.
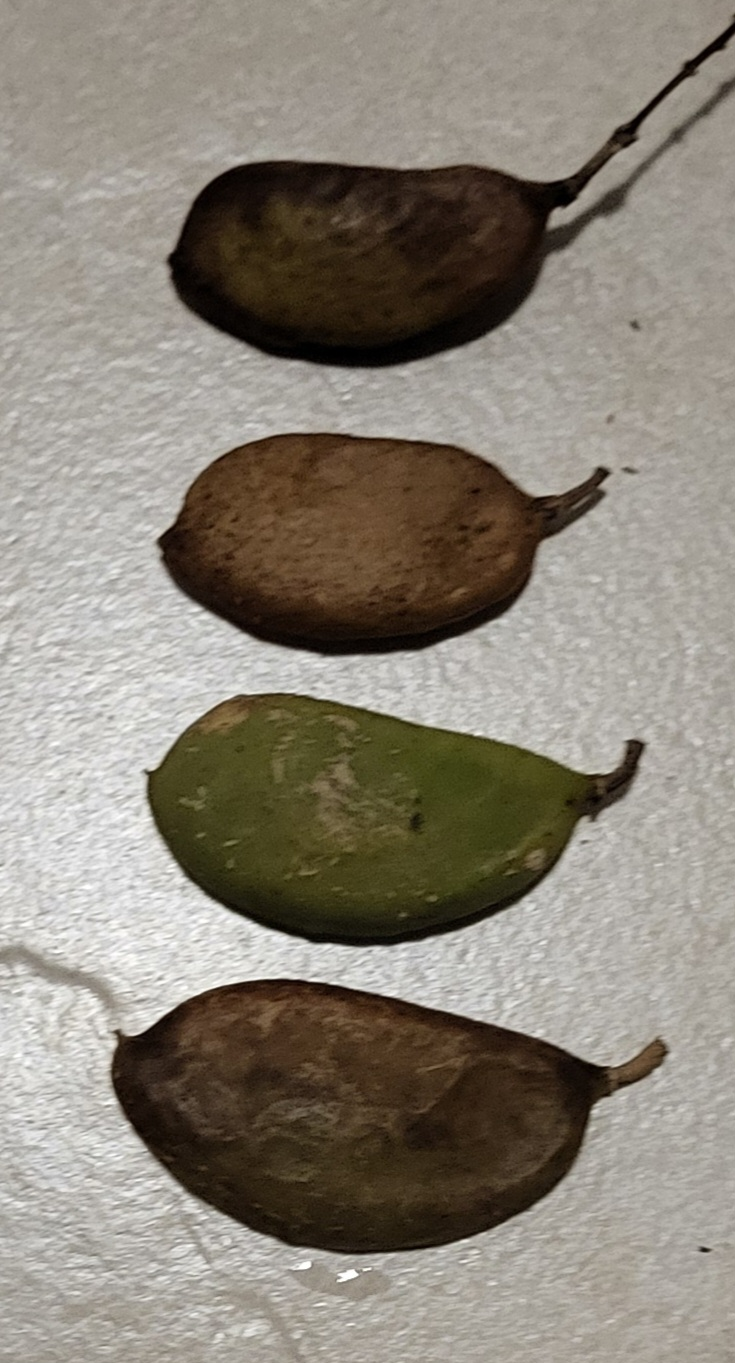
Gousses plus ou moins mures.
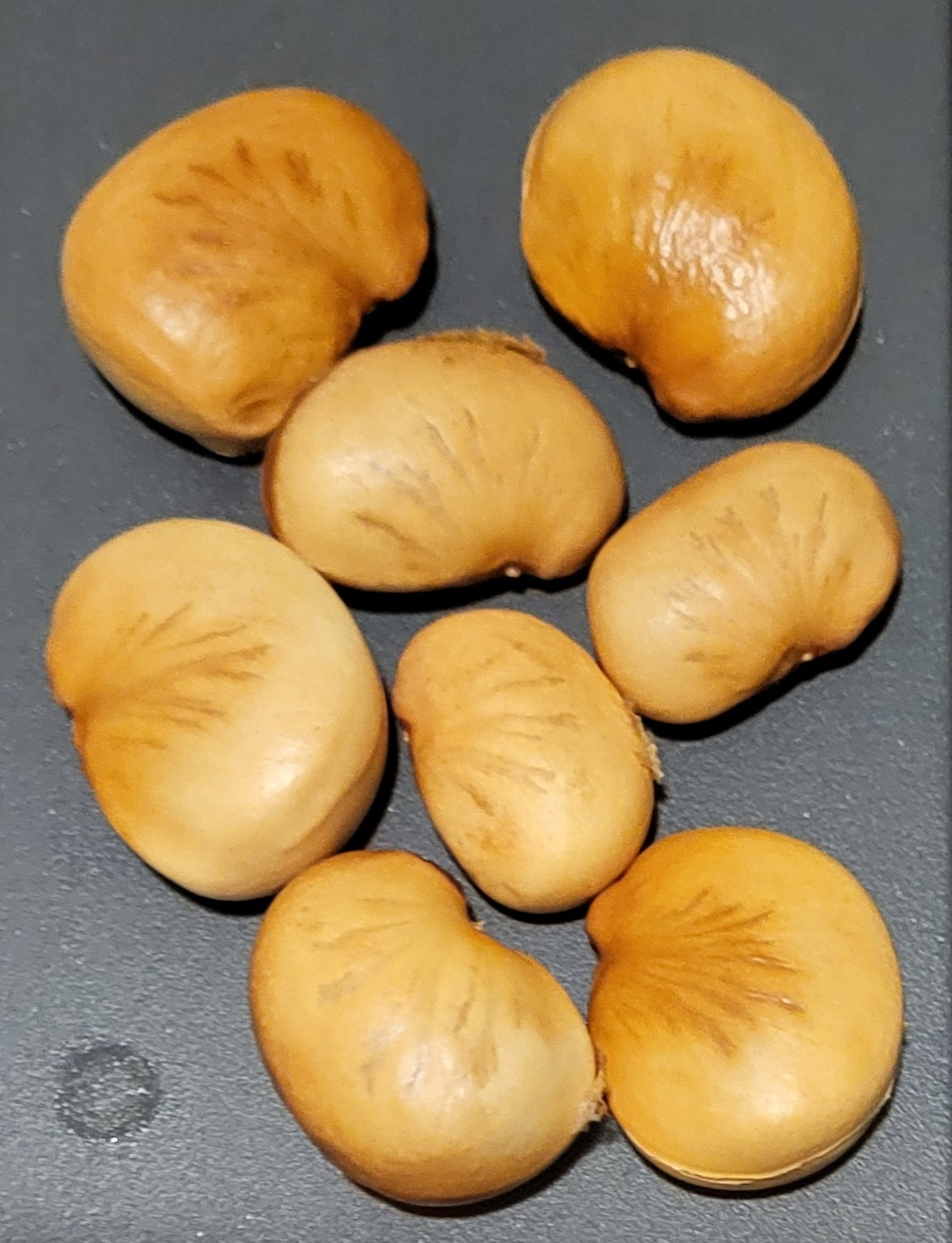
Graines extraites des gousses.
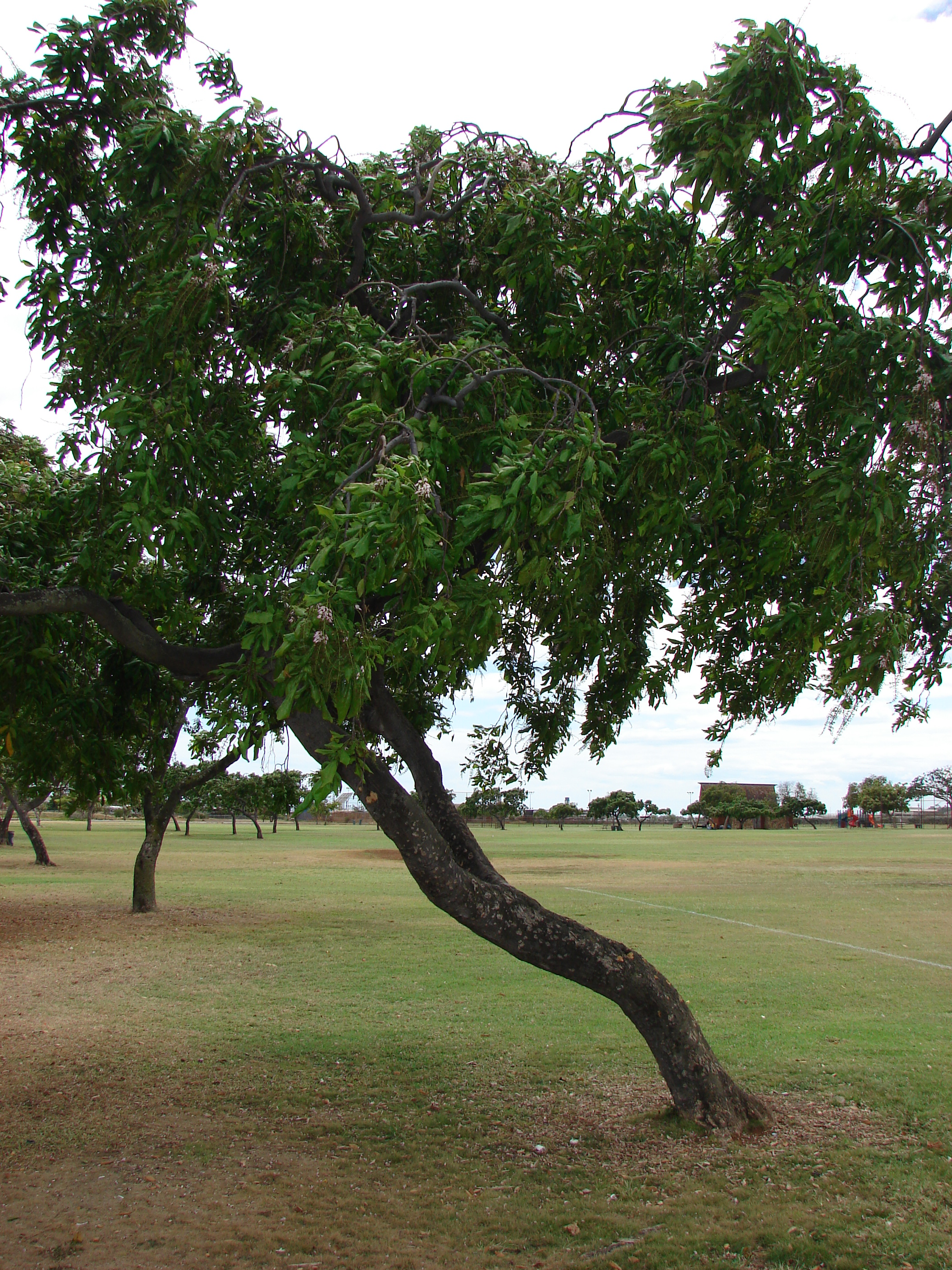
A Oahu, Hawaï.

## Aire de répartition et habitat
L’espèce est naturellement distribuée en Asie tropicale et tempérée, de l’Inde au Japon en passant par la Thaïlande et la Malaisie, le nord et le nord-est de l’Australie et certaines îles du Pacifique. Il s’est propagé et distribué dans le monde entier dans des environnements humides et subtropicaux depuis le niveau de la mer jusqu’à 1 360 m (Chingola, Zambie), bien que dans les contreforts de l’Himalaya, on ne le trouve pas au-dessus de 600 m. Résistant à des températures légèrement inférieures à 0 °C et jusqu’à environ 50 °C et à des précipitations annuelles de 500–2 500 mm, l’arbre pousse à l’état sauvage sur des sols sablonneux et rocheux, y compris le calcaire oolithique, et poussera dans la plupart des types de sols, même avec ses racines dans l’eau salée.
L’arbre est bien adapté à la chaleur intense et à la lumière du soleil, et son réseau dense de racines latérales et sa racine pivotante épaisse et longue le rendent tolérant à la sécheresse. L’ombre dense qu’il fournit ralentit l’évaporation de l’eau de surface et ses nodules racinaires favorisent la fixation de l’azote, un processus symbiotique par lequel l’azote gazeux (N2) de l’air est converti en ammonium (NH4+, une forme d’azote disponible pour la plante). P. pinnata est également une espèce de forêt inondée d’eau douce, car elle peut survivre à une immersion totale dans l’eau pendant quelques mois en continu. Les arbres P. pinnata sont communs dans le Tonlé Sap, forêts marécageuses lacustres au Cambodge.
P. pinnata est maintenant largement répandu en Inde, en Asie, en Afrique, dans le nord de l’Australie et dans les îles du Pacifique et des Caraïbes et a été cultivé et transporté depuis le 19ème siècle ou avant. En conséquence, certaines publications déclarent P. pinnata naturalisé en Afrique et dans certaines parties des États-Unis, tandis que son statut de naturalisé ou d’indigène est incertain dans d’autres régions.

## Taxonomie
L’espèce a été décrite pour la première fois sous le nom de Cytisus pinnatus par Carl Linnaeus en 1753. En 1898, Jean Baptiste Louis Pierre l’a reclassé comme Pongamia pinnata. En 1984, Robert Geesink a conclu que les espèces de Pongamia et de Millettia étaient facilement confondues, et a consolidé les espèces Pongamia en Millettia. Des études subséquentes ont révélé que Millettia pinnata était paraphylétique au sein de Millettia, et l’espèce a été reclassée comme Pongamia pinnata, la seule espèce du genre Pongamia.

## Utilisations
Pongamia pinnata est bien adapté aux zones arides, et a de nombreuses utilisations traditionnelles. Il est souvent utilisé pour l’aménagement paysager comme brise-vent ou pour l’ombre en raison de la grande canopée et des fleurs voyantes et parfumées. Les fleurs sont utilisées par les jardiniers comme compost pour les plantes. L’écorce peut être utilisée pour faire de la ficelle ou de la corde, et elle donne également une gomme noire qui a toujours été utilisée pour traiter les blessures causées par des poissons venimeux. On dit que le bois est magnifiquement grainé, mais qu’il se fend facilement lorsqu’il est scié, le reléguant ainsi au bois de chauffage, aux poteaux et aux manches d’outils. La racine pivotante profonde de l’arbre et sa tolérance à la sécheresse rendent cet arbre idéal pour contrôler l’érosion du sol et lier les dunes de sable.
Les graines de Pongamia pinnata contiennent généralement de l’huile (27-39%), des protéines (17-37%), de l’amidon (6-7%), des fibres brutes (5-7%), de l’eau (15-20%) et des cendres (2-3%). Près de la moitié de la teneur en huile des graines de P. pinnata est de l’acide oléique. L’huile fabriquée à partir des graines, connue sous le nom d’huile de pongamia, a été utilisée comme huile de lampe, dans la fabrication de savon et comme lubrifiant. L’huile a une teneur élevée en triglycérides, et son goût et son odeur désagréables sont dus à des constituants amers de flavonoïdes, y compris le karanjin, le pongamol, le tanin et le karanjachromène. Ces biocomposés provoquent des nausées et des vomissements s’ils sont ingérés sous leur forme naturelle. Les fruits, les germes et les graines sont utilisés en médecine traditionnelle,. Georg Everhard Rumphius écrit que pour le Malaparius (du moluquois malapari) l’écorce peut être utilisée pour neutraliser le venin du poisson-chat à queue d’anguille et les peuples Banda en font une infusion avec de l’ail,  Cryptocarya massoia et du trèfle pour traiter le beri-beri. Les habitantes de Grajagan, les Banyuwangi, utilisent l’écorce pour traiter la gale. Il peut être cultivé dans des étangs de récupération d’eau de pluie jusqu’à 6 m (19,6850394 pi) de profondeur d’eau sans perdre sa verdure et en restant utile pour la production de biodiesel.
Degani et al ont publié une revue des applications de P. pinnata. Des études ont montré que les plantules toléraient à des niveaux de salinité compris entre 12 et 19 dS/m, avec une capacité à tolérer des contraintes de salinité de 32,5 dS/m. P. pinnata est donc capable d’utiliser l’irrigation considérée comme saline (>4,7 dS/m) et dans les sols considérés comme salins (>4 dS/m).

### Recherche

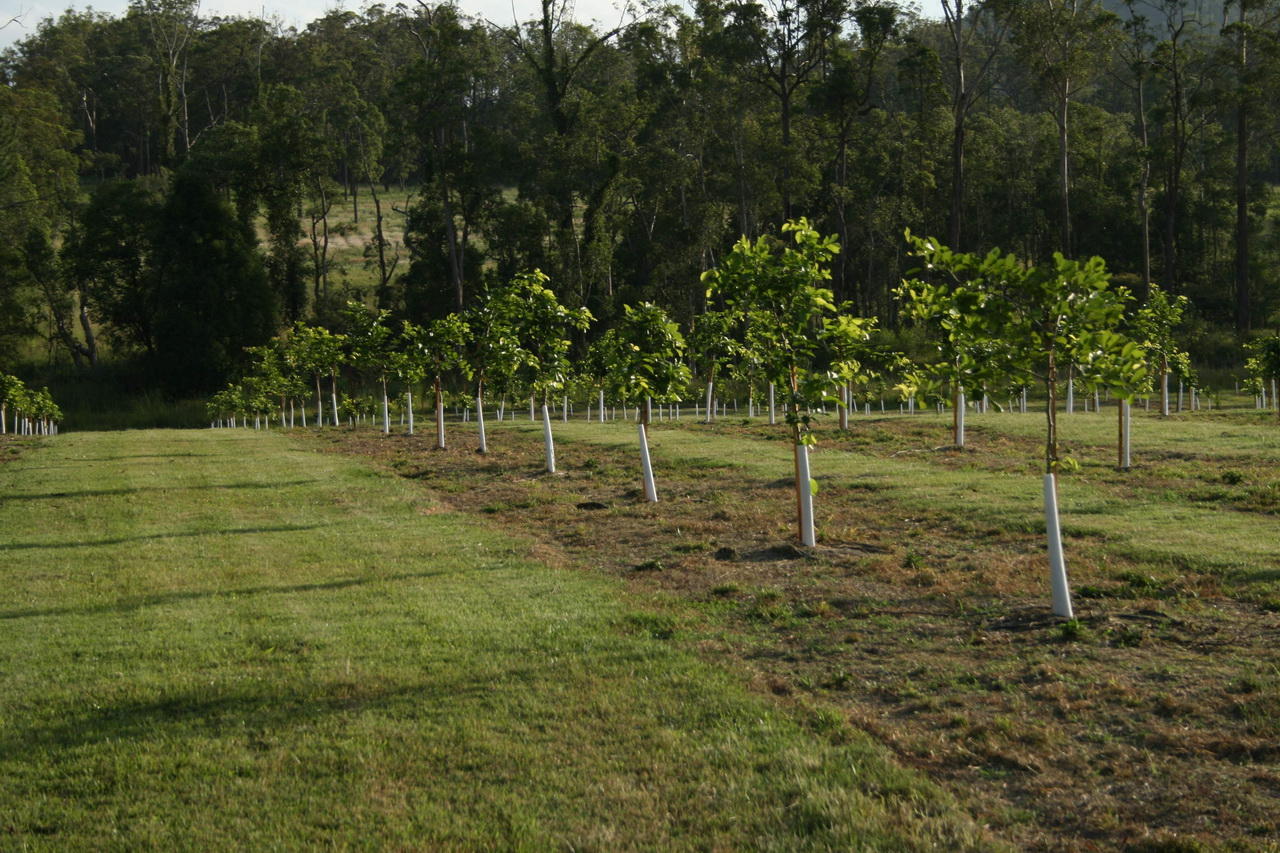
Essai de plantation pour produire de l'énergie renouvelable dans le Pacifique à Caboolture, Queensland

L’huile de graines s’est avérée utile dans les générateurs diesel, et avec le Jatropha et l'huile de ricin, elle est explorée dans des centaines de projets à travers l’Inde et le tiers monde comme matière première pour le biodiesel. En tant que biocarburant, le « P. pinnata » a une valeur commerciale pour les populations rurales de pays comme l’Inde et le Bangladesh, où la plante pousse abondamment, car il peut soutenir le développement socio-économique de ces régions,.
Plusieurs villages non électrifiés ont utilisé de l’huile de pongamia, des techniques de traitement simples et des générateurs diesel pour créer leurs propres systèmes de réseau afin de faire fonctionner les pompes à eau et l’éclairage électrique.
La recherche indique l’utilisation potentielle de P. pinnata comme source de nourriture pour les bovins, les ovins et les volailles, car son sous-produit contient jusqu’à 30% de protéines,. Un rapport commandé et financé par la Deutsche Gesellschaft für Internationale Zusammenarbeit (GIZ) GmbH a révélé que le sous-produit riche en protéines peut être exempt d’alcaloïdes et donc une source alimentaire de protéines pour l’homme.

## Répartition
Ce taxon se rencontre dans les pays suivants : Australie, Bangladesh, Birmanie, Chine, Fidji, Hong Kong, Inde, Indonésie, Japon, Malaisie, Papouasie-Nouvelle-Guinée, Philippines, Polynésie française, Taïwan, Seychelles, Singapour, Sri Lanka, Thaïlande.

## Liste des variétés
Selon GBIF (10 avril 2024) :
- Pongamia pinnata var. minor (Benth.) Domin
- Pongamia pinnata var. pinnata

## Systématique
Le nom correct complet (avec auteur) de ce taxon est Pongamia pinnata (L.) Pierre.
L'espèce a été initialement classée dans le genre Cytisus sous le basionyme Cytisus pinnatus L..
Ce taxon porte en français les noms vernaculaires ou normalisés suivants : Karanj,, Arbre de pongolote,, Pongamie penne, Pongamia, Pongame.
Pongamia pinnata a pour synonymes :
- Cajum pinnatum (L.) Kuntze
- Cytisus pinnatus L.
- Galedupa pinnata (L.) Taub.
- Galedupa pungum J.G.Gmel.
- Millettia pinnata (L.) Panigrahi
- Pongamia glabra Vent.
- Pongamia pinnata var. typica Domin
- Pongamia pinnata (L.) Merr.